# Kamëz

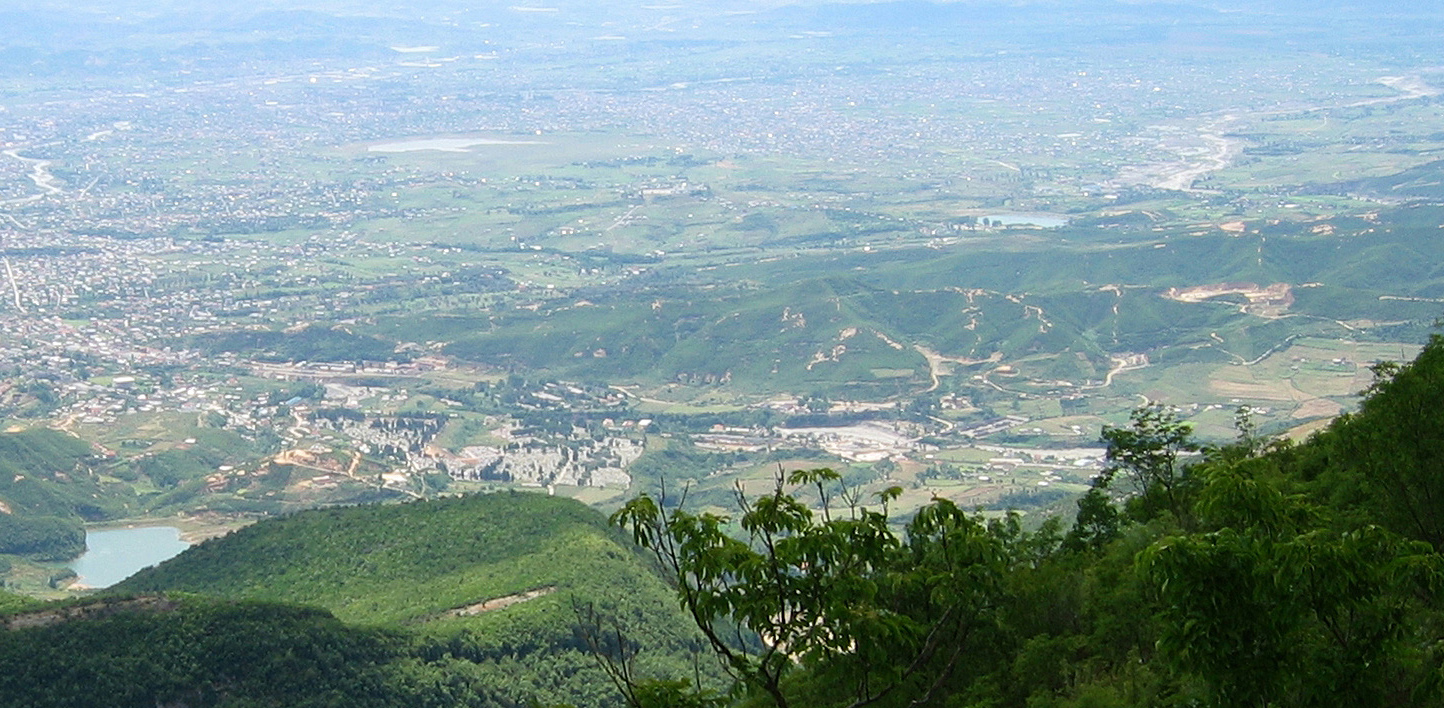
Panorámica de Kamëz desde el Monte Dajti

Kamëz (o Kamza y Kamëza) es una municipalidad albanesa del Condado de Tirana. Según el censo de 2011 su población era de 66.841 habitantes.
Tiene una extensión de 21,73 km² y está situada a 90 m s. n. m.

## Subdivisión administrativa

Mapa de Kamëz

La municipalidad (Bashki en albanés) está formada por 12 localidades:
- Babrru
- Bathorë
- Bulçesh
- Fushë e Kërçikëve
- Frutikulturë
- Kodër e Kuqe
- Kodër-Babrru
- Laknas
- Paskuqan
- Paskuqan-Fushë
- Paskuqan-Kodër
- Shpat
- Valias
- Zall-Mner